# 太田慶一
太田 慶一（おおた けいいち、1990年12月6日 - ）は、愛知県出身の、日本の柔道選手である。階級は73kg級。身長174 cm。血液型はA型。組み手は右組み。得意技は一本背負投。

## 経歴
柔道は8歳の時に羽田野道場で始めた。桜丘中学から桜丘高校へ進むが、この当時はこれと言った実績はなかった。2009年に東海大学へ進学すると力を付け始め、3年の時には学生体重別73kg級の決勝で山梨学院大学3年の中村剛教に敗れるも2位となった。講道館杯では3位に入った。4年の時には学生体重別の準決勝で世界ジュニアチャンピオンである天理大学3年の大野将平を背負投の有効で破ると、決勝でも同じく天理大学2年の土井健史を内股の有効で破って優勝を飾った。体重別団体でも優勝した。
2013年には了徳寺学園の職員になると、実業個人選手権では決勝で旭化成の齋藤涼に敗れて2位だった。講道館杯では準決勝で同じ職場の5年先輩にあたる元世界チャンピオンの秋本啓之を背負投からの上四方固で破ると、決勝でも同じ職場の2年先輩にあたる元世界3位の粟野靖浩に大内刈で一本勝ちして初優勝を飾った。2014年の東アジア選手権では個人戦で3位、団体戦で2位だった。実業個人選手権では決勝でパーク24の橋本壮市に敗れた。2015年の実業個人選手権でも決勝で橋本に敗れて、今大会は3年連続して2位にとどまり続けることになった。

## 戦績
- 2011年　- 学生体重別　2位
- 2011年　- 講道館杯　3位
- 2012年　- 学生体重別　優勝
- 2012年　- 体重別団体　優勝
- 2013年　- 実業個人選手権　2位
- 2013年　- 講道館杯　優勝
- 2014年　- 東アジア選手権　個人戦　3位　団体戦　2位
- 2014年　- 実業個人選手権　2位
- 2015年　- 実業個人選手権　2位

(出典、JudoInside.com)。